# Viktor Avdiouchko
Viktor Avdiouchko, né en 1925 à Moscou (URSS) et mort en 1975 à Moscou, est un acteur soviétique.

## Biographie
Son père travaillait à la gare de Kiev et sa mère était femme au foyer. Il fut d'abord étudiant à l'institut d'aviation de Moscou avant de rejoindre l'Institut national de la cinématographie, où il eut comme professeur Youli Raizman.
Il fut un des acteurs réguliers de la Mosfilm, mais il travailla aussi à l'étranger, comme en Allemagne de l'Est pour la DEFA.
En 1975, il contracta une pneumonie en tournant un film, ce qui le tua quelques mois plus tard.
Il fut marié à l'actrice Liina Orlova et l'actrice Maria Avdjuško (et) est leur fille.

## Filmographie
- 1948 : La Jeune Garde (film)
- 1949 : Les Cosaques de Kouban
- 1955 : Hommes en guerre
- 1961 : Paix à celui qui entre
- 1963 : Nu parmi les loups
- 1964 : Les Vivants et les Morts (film, 1964)
- 1971 : Libération
- 1972 : La 359e section